# Département de Płock

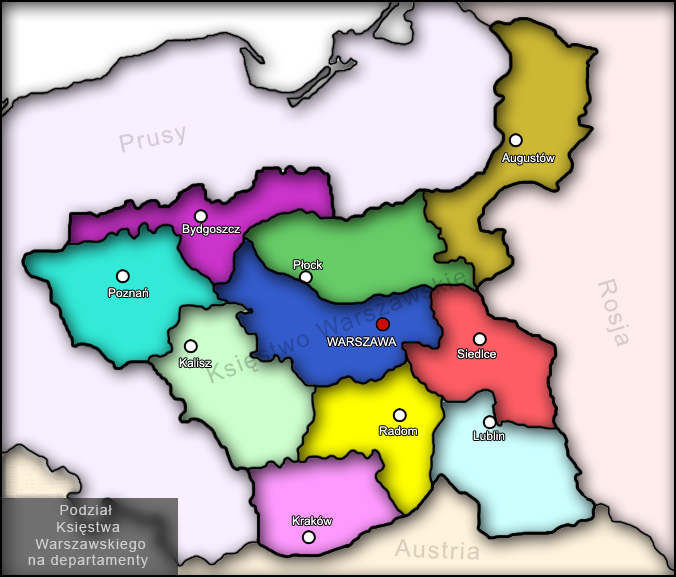
Division administrative du duché de Varsovie, 1810-1815. Le département de Płock est en vert, au nord.

Le département de Płock, en polonais Departament Płocki, était un département du duché de Varsovie de 1807 à 1815.
Son chef-lieu était Płock, et il était divisé en dix districts (arrondissements).
À la suite de la création du royaume du Congrès, il fut transformé en 1815 en voïvodie de Płock.